# Kongehøj (Voldstedlund)

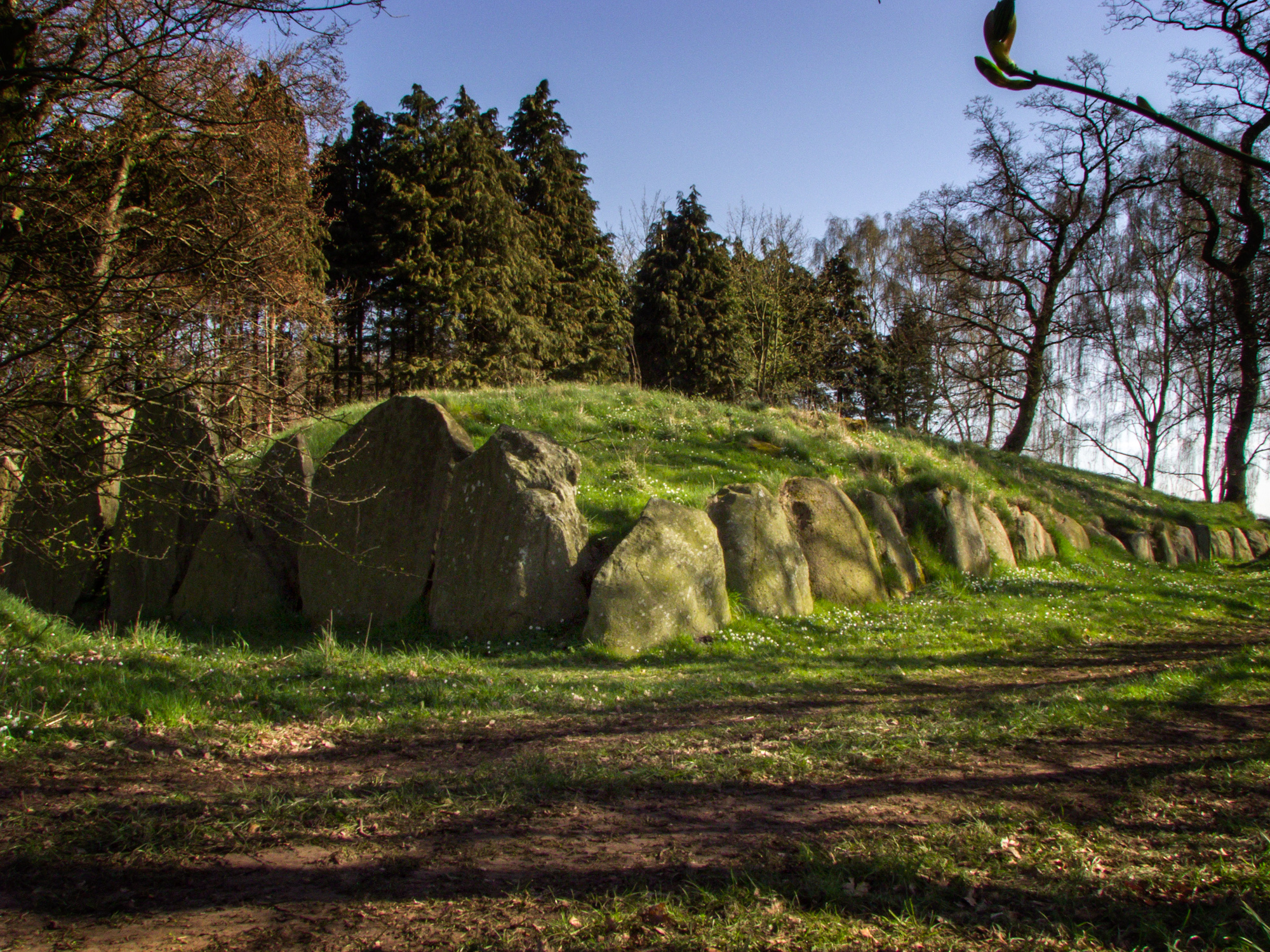
Kongehøj von Voldstedlund

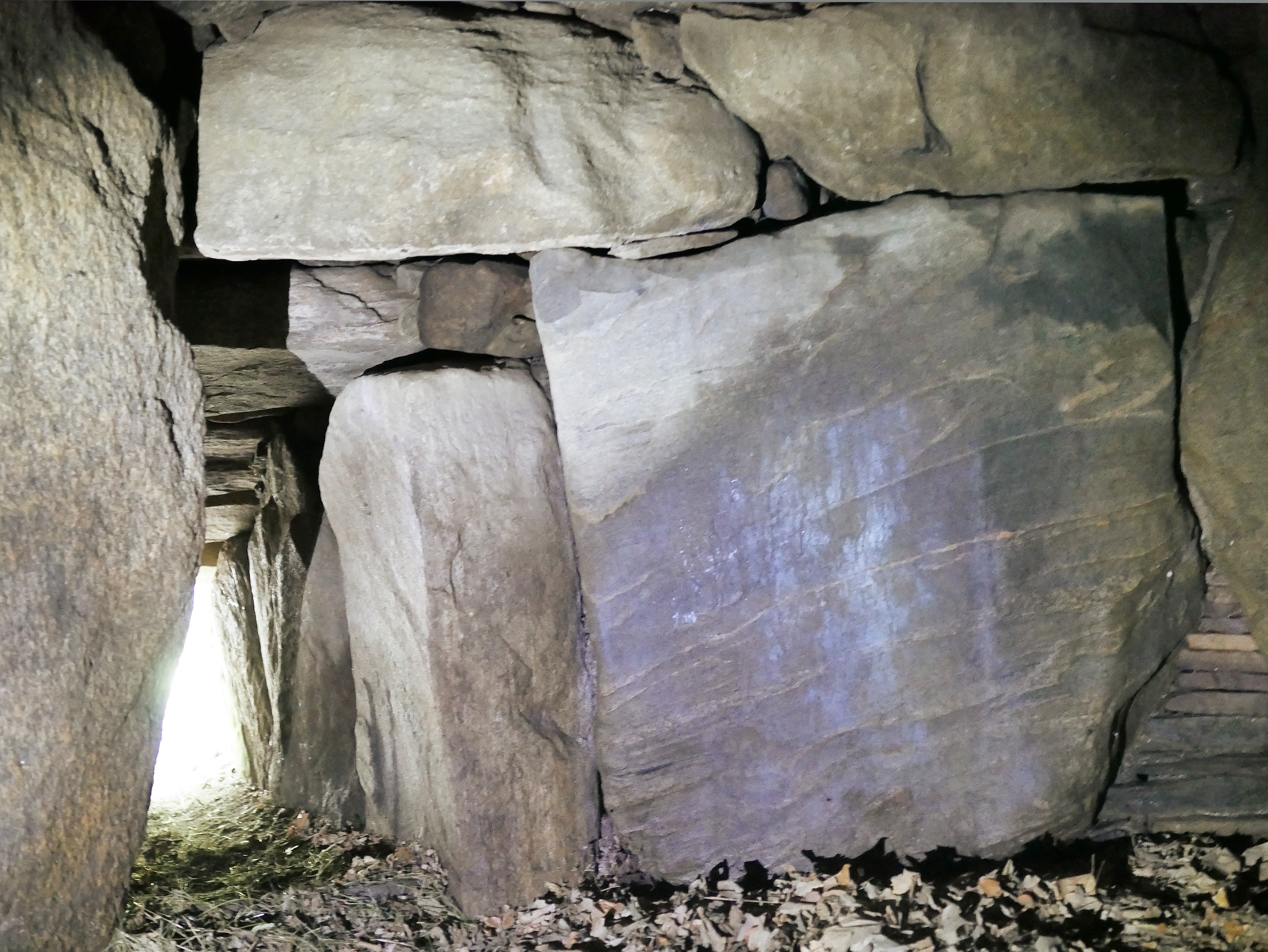
Eingangsbereich östliche Grabkammer

Der Kongehøj (deutsch Königshügel) bei Voldstedlund (deutsch Festungshain) liegt an der Zufahrt des namengebenden Gehöfts, 3,5 km westlich von Mariager in Jütland. Der in Dänemark nicht seltene Name Kongehøjen ist für dieses Denkmal gut gewählt, da er einer von Dänemarks am besten erhaltenen zweikammerigen Langdolmen ist.
Diese Megalithanlagen stammen aus der Jungsteinzeit, etwa 3500–2800 v. Chr., und sind Anlagen der Trichterbecherkultur (TBK). Neolithische Monumente sind Ausdruck der Kultur und Ideologie neolithischer Gesellschaften. Ihre Entstehung und Funktion gelten als Kennzeichen der sozialen Entwicklung.

## Beschreibung
Der Hügel ist fast 52 m lang und 22 m breit. Seine vollständig erhaltenen 62 Randsteine sind an den Stirnseiten mit bis zu 3 m besonders groß. Der Hügel bedeckt zwei gut erhaltene polygonale Kammern, deren sehr enge Zugänge mit Schwellensteinen auf der Südseite liegen. Die polygonalen Kammern sind aus großen Findlingen mit Trockenmauerwerk zwischen den Tragsteinen gebaut. Jede Kammer wird von einem riesigen 10 bis 15 Tonnen wiegenden Deckstein bedeckt. Die innere Kammerhöhe misst 1,9 m bzw. 1,6 m.
Das Dänische Nationalmuseum hat dieses Denkmal 1961 ausgegraben und restauriert. Die größere östliche Kammer war leer, aber die kleinere westliche war unberührt. Eine Lage großer Steine bedeckte den Boden. Unter ihnen lagen Bernsteinperlen und Pfeilspitzen, als Grabbeigaben. Oberhalb lag das Teilskelett eines Rindes. Vermutlich gehört es zu einem während der Nutzungsphase dargebrachten Opfer. Artefakte wurden auch im Gang gefunden.
Etwa 200 m westlich liegen die Megalithanlagen Jordhøj und Ormehøj.

Kongehøjen
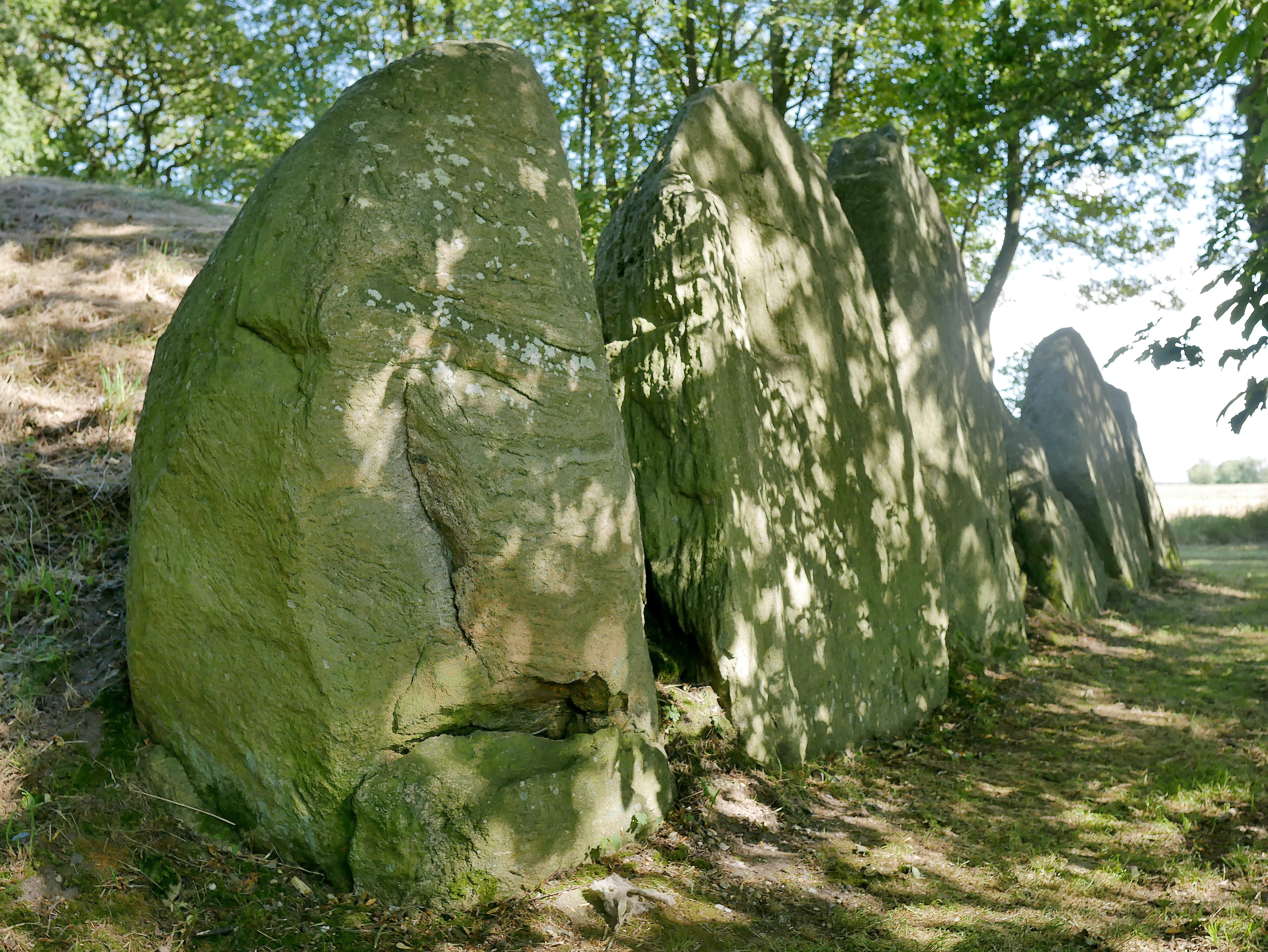
Randsteine der Südseite
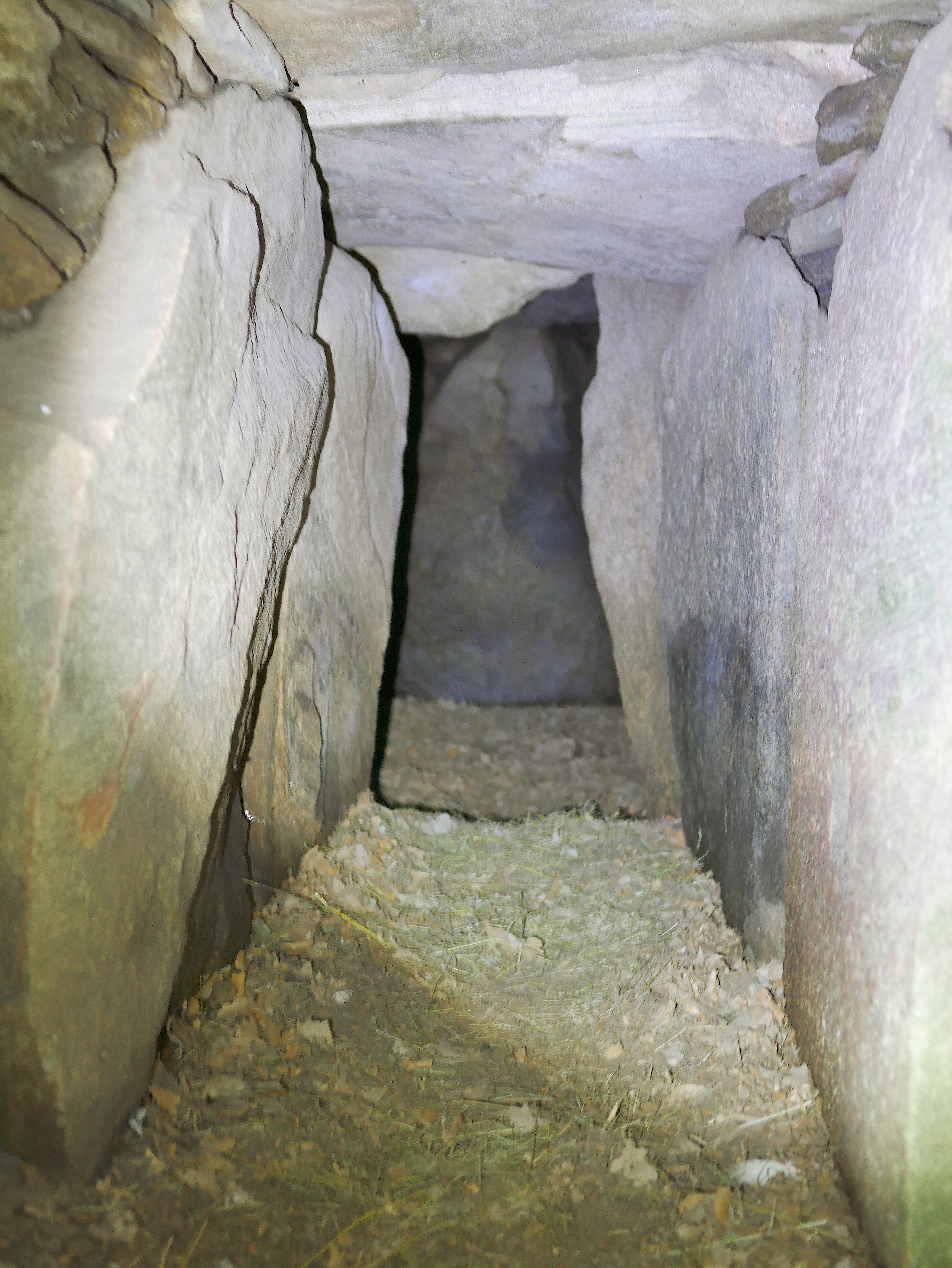
Eingang östliche Kammer
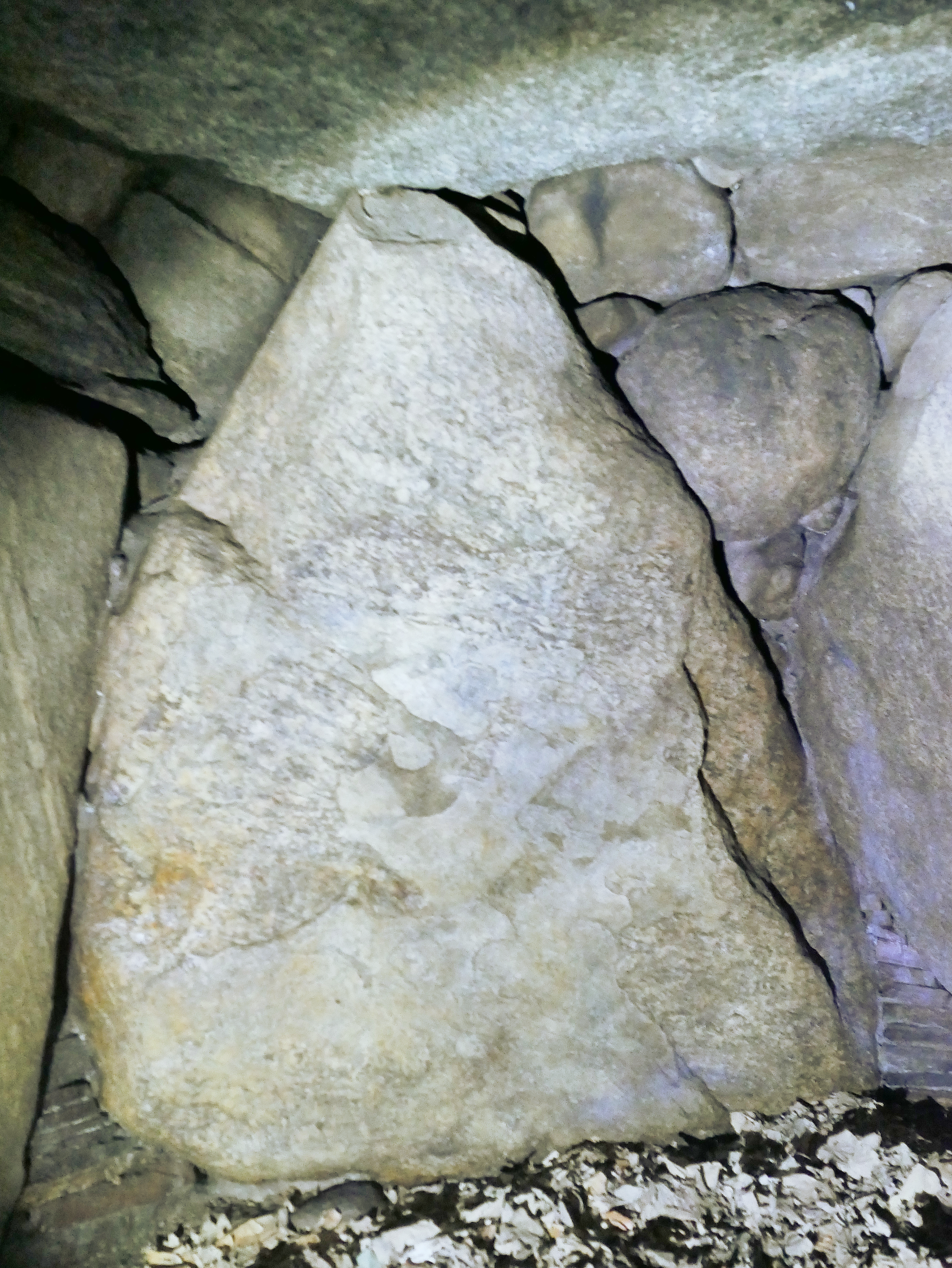
Östliche Kammer
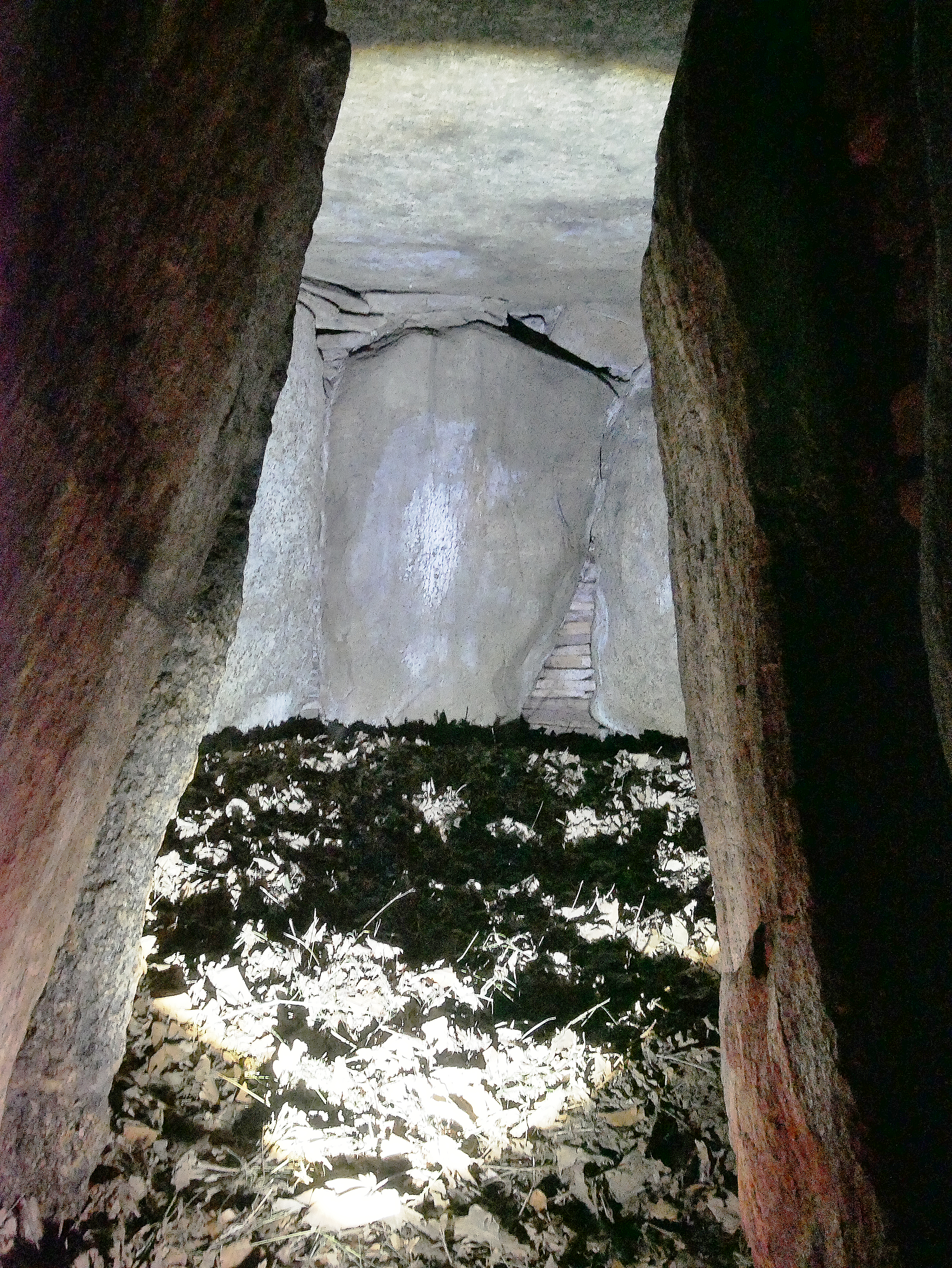
Schmaler Eingang westliche Kammer
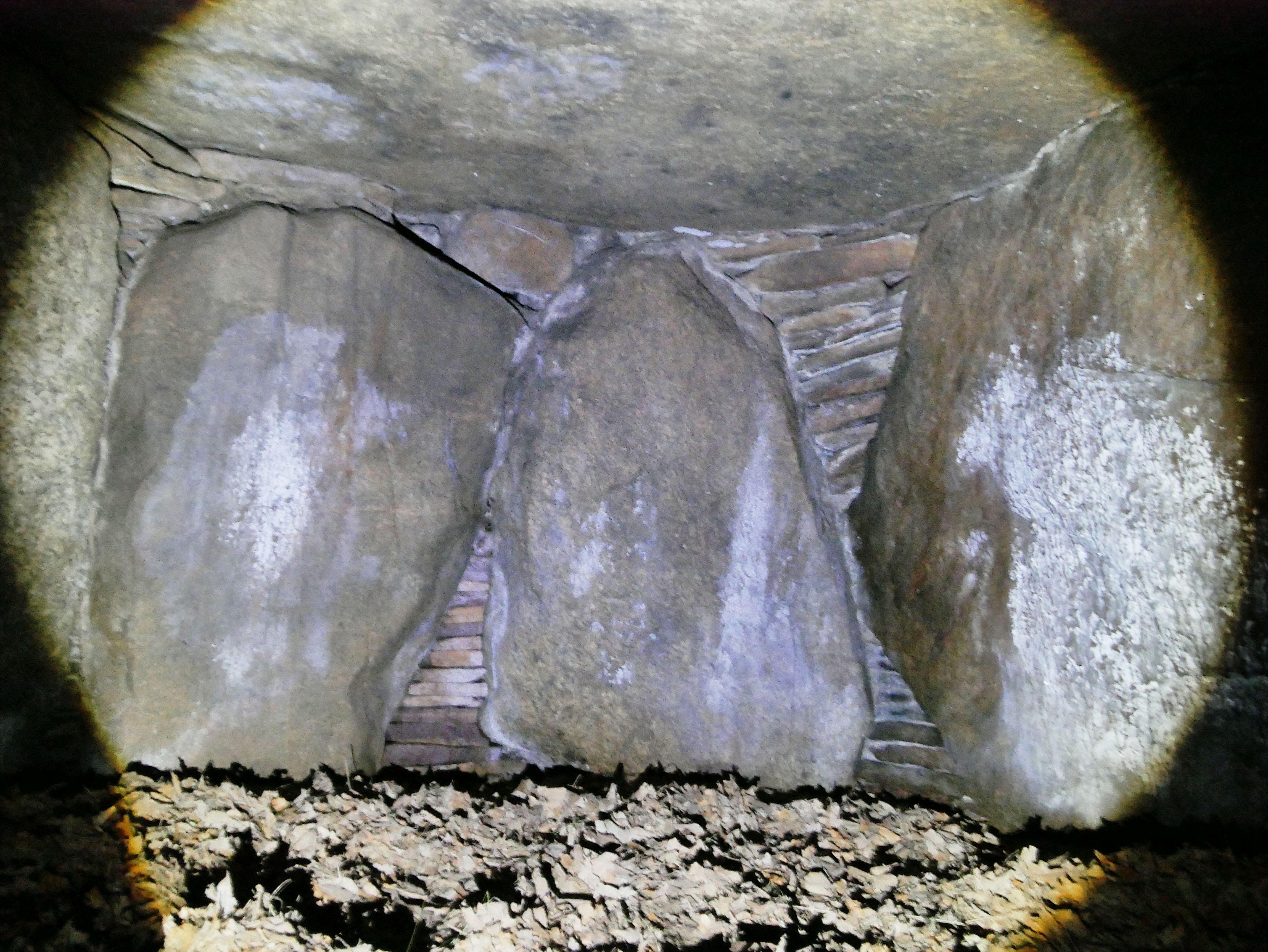
Westliche Kammer